# 沃爾泰拉主教座堂

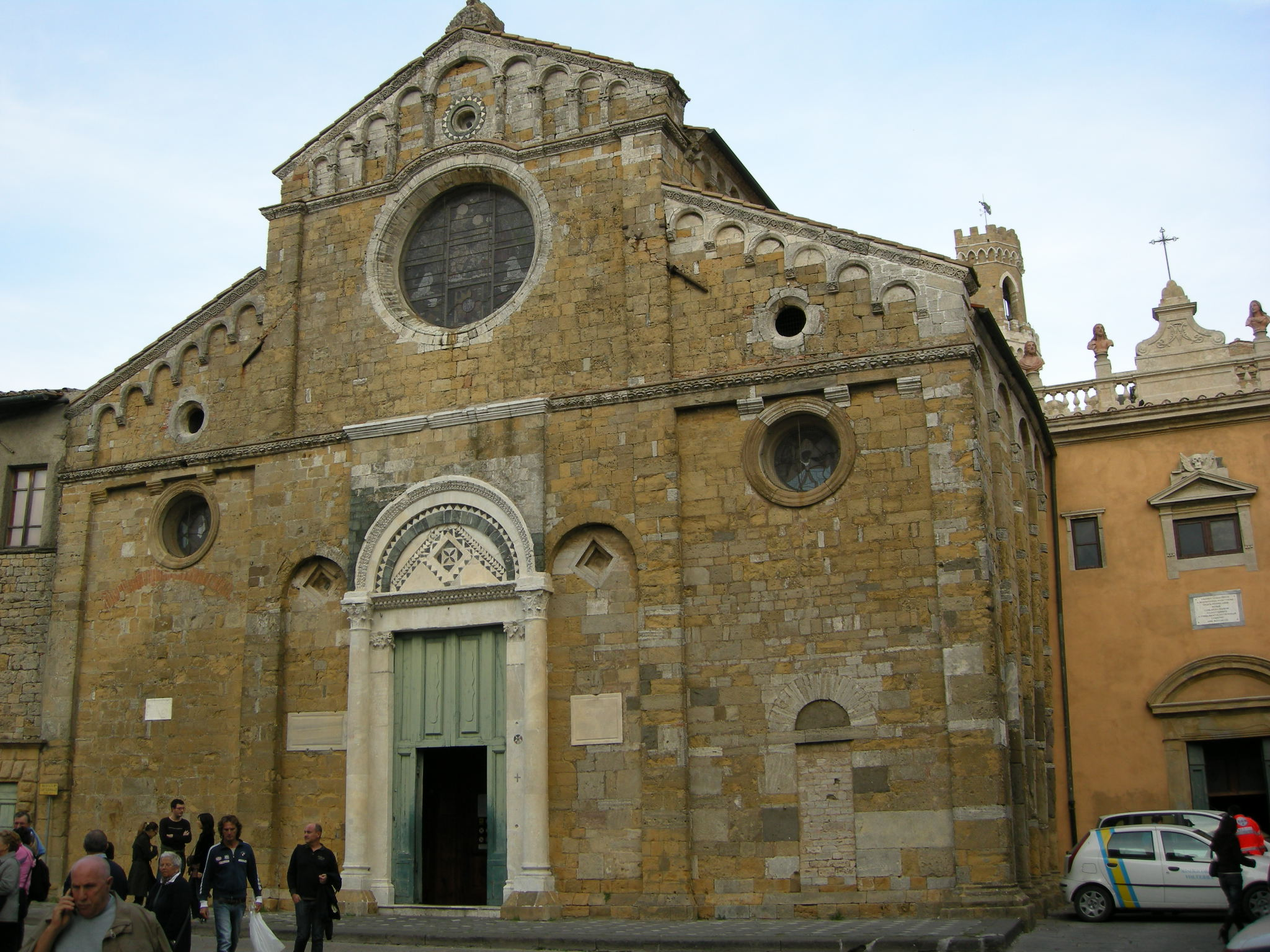
沃爾泰拉主教座堂

沃爾泰拉主教座堂（義大利語：Cattedrale di Santa Maria Assunta）是義大利城市沃爾泰拉的一座羅馬天主教的主教座堂，奉獻給聖母升天。這座教堂是天主教沃爾泰拉教區的主教座堂。現在的教堂重建於1117年地震之後。1493年，新的鐘樓取代了舊的鐘樓。